# 王传宽
王传宽 (1963年11月—)，教授，主要从事林学和生态学方面的研究工作。入选中华人民共和国教育部2007年度"长江学者"特聘教授，曾就读于浙江林学院、东北林业大学、威斯康星大学。